# Knapsack (Hürth)

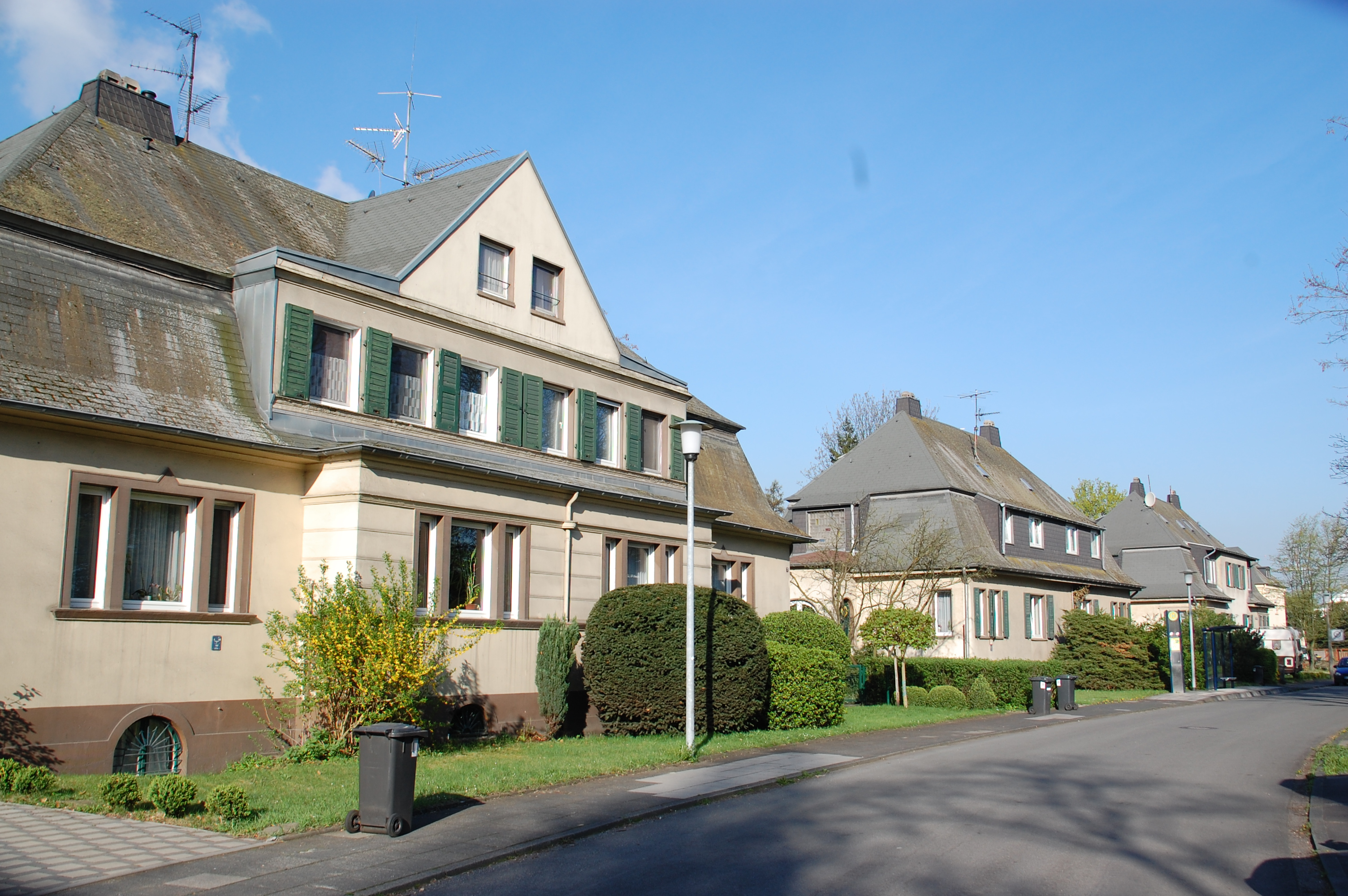
Ehemalige Wohnsiedlung für die Chemiker

Knapsack ist ein Stadtteil von Hürth und insbesondere ein bedeutendes Industriegebiet. Er ist bekannt durch seine Kraftwerke, den Kohleveredlungsbetrieb Ville/Berrenrath (ehemals „Brikettfabrik Vereinigte Ville“), den letzten von ehemals zahlreichen Betrieben zur Kohleveredlung mit eigenen Kraftwerken im Stadtgebiet, und durch die konzentrierte Chemieindustrie in seinem Chemiepark, die das Erscheinungsbild Knapsacks durch viele Schlote, Rauch und Dampf prägen.
Knapsack wurde aufgrund der Umweltverschmutzung weitgehend umgesiedelt und ist der einzige aus diesem Grunde aufgegebene Ort Deutschlands. 2008 wohnten in Knapsack nur noch 132 Einwohner, 2011 waren es schon wieder 156. Aktuell leben 147 Personen in Knapsack (Stand: 31. März 2022).

## Geschichte

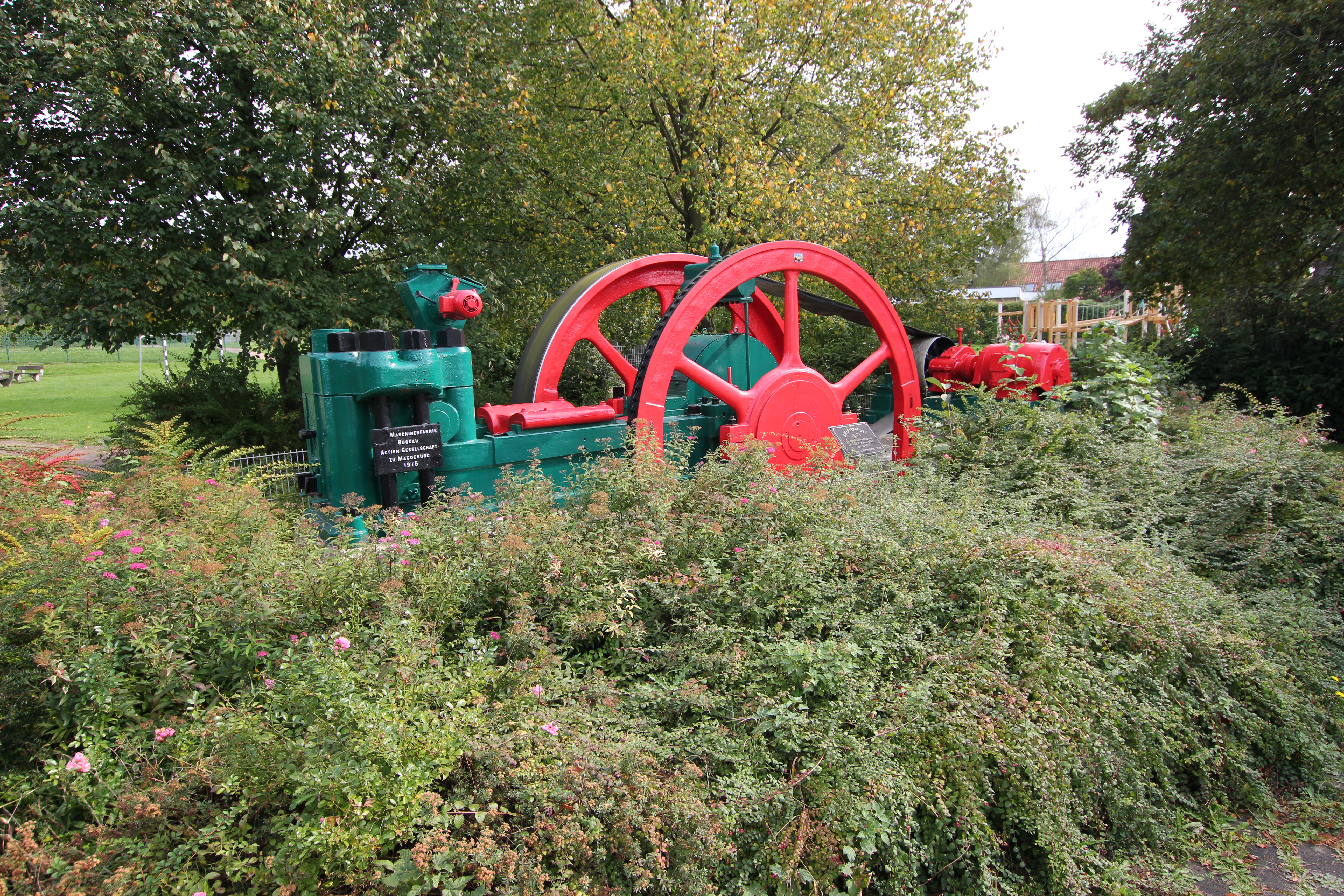
Brikettpresse Ville I der Brikettfabrik Knapsack Baujahr 1915

Einige römische Funde zeigen, dass das Gebiet des heutigen Ortsteils bereits in der Antike besiedelt gewesen ist. Eine Besiedlungskontinuität durch das Mittelalter lässt sich aber nicht nachweisen. Knapsack, erstmals 1566 urkundlich erwähnt, entwickelte sich nach 1900 durch den Aufschluss des Grubenfeldes Vereinigte Ville und den Bau von zwei Brikettfabriken 1901 durch den Unternehmer Friedrich Eduard Behrens sowie durch die Ansiedlung und Entwicklung der chemischen Industrie und der Kraftwerke auf der Grundlage der Braunkohle als Energiequelle. 1906 wurde die Deutsche Karbid Aktiengesellschaft gegründet. 1909 erfolgte die Namensänderung in A.G. für Stickstoffdünger, die spätere Knapsack-Griesheim AG, zuletzt Hoechst AG, jetzt Chemiepark Knapsack. 1913 wurde das Kraftwerk Vorgebirgszentrale erbaut und ist seit 1920 nach dem Erbauer Bernhard Goldenberg Goldenberg Werk benannt. Damals war es das größte Dampfkraftwerk Europas. Knapsack wurde so zu einem bedeutenden Ortsteil von Hürth (jetzt Alt-Hürth), mit dem es zusammen mit Alstädten bis zur Schaffung der Großgemeinde Hürth am 1. April 1930 verbunden war.

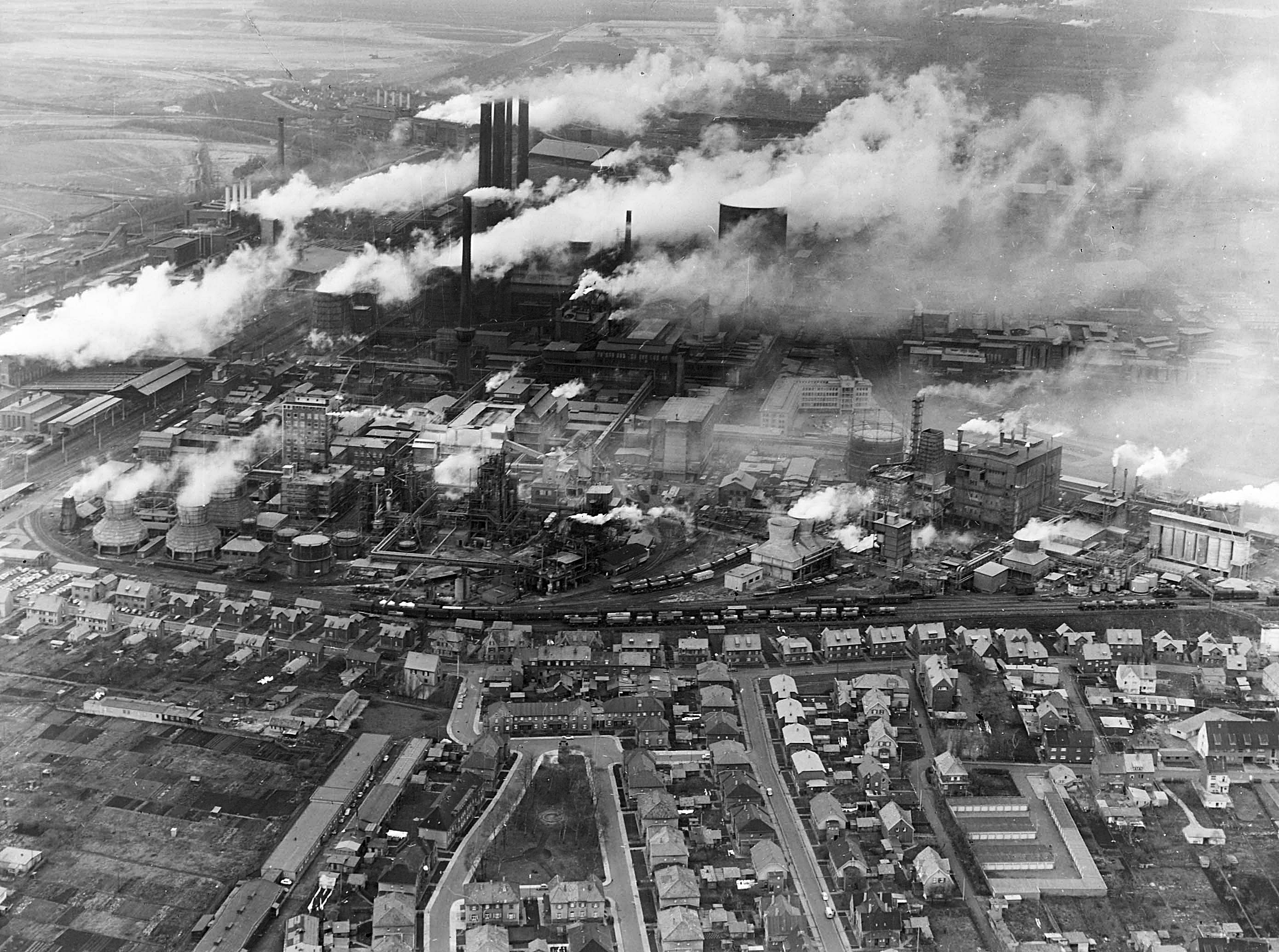
Luftbildaufnahme von Knapsack mit Industrieanlagen, 1960.

Seit 1930 war die Wirtschaftskraft der Knapsacker Industrie Grundlage für die Prosperität der damals größten Landgemeinde Deutschlands. Zwischen 1969 und 1979 wurde der größte Teil der knapp 4.000 Einwohner aus Gründen der Umweltbelastung umgesiedelt.
Bis zum Ende des Kohleabbaus 1988 war Knapsack geprägt durch die Braunkohle in Hürth mit zuletzt sechs Brikettfabriken auf der Villenhöhe, die zusammen mit den Grubenkraftwerken und dem Goldenbergwerk ihre Kohle aus der nahen Grube Vereinigte Ville mit Schrägaufzügen bis über die an den Werken vorüberführende Straße heraufzogen oder später durch die Grubenbahnen aus den benachbarten Gruben Theresia und Gotteshülfe oder wie zurzeit mit der Nord-Süd-Bahn (Garzweiler) aus den weiter nördlichen Gruben heranführten. Für den Absatz war die Villebahn bis 1972 zuständig. Nach deren Abbau wurde diese Aufgabe auch von der Schwarzen Bahn übernommen.

## Industrie

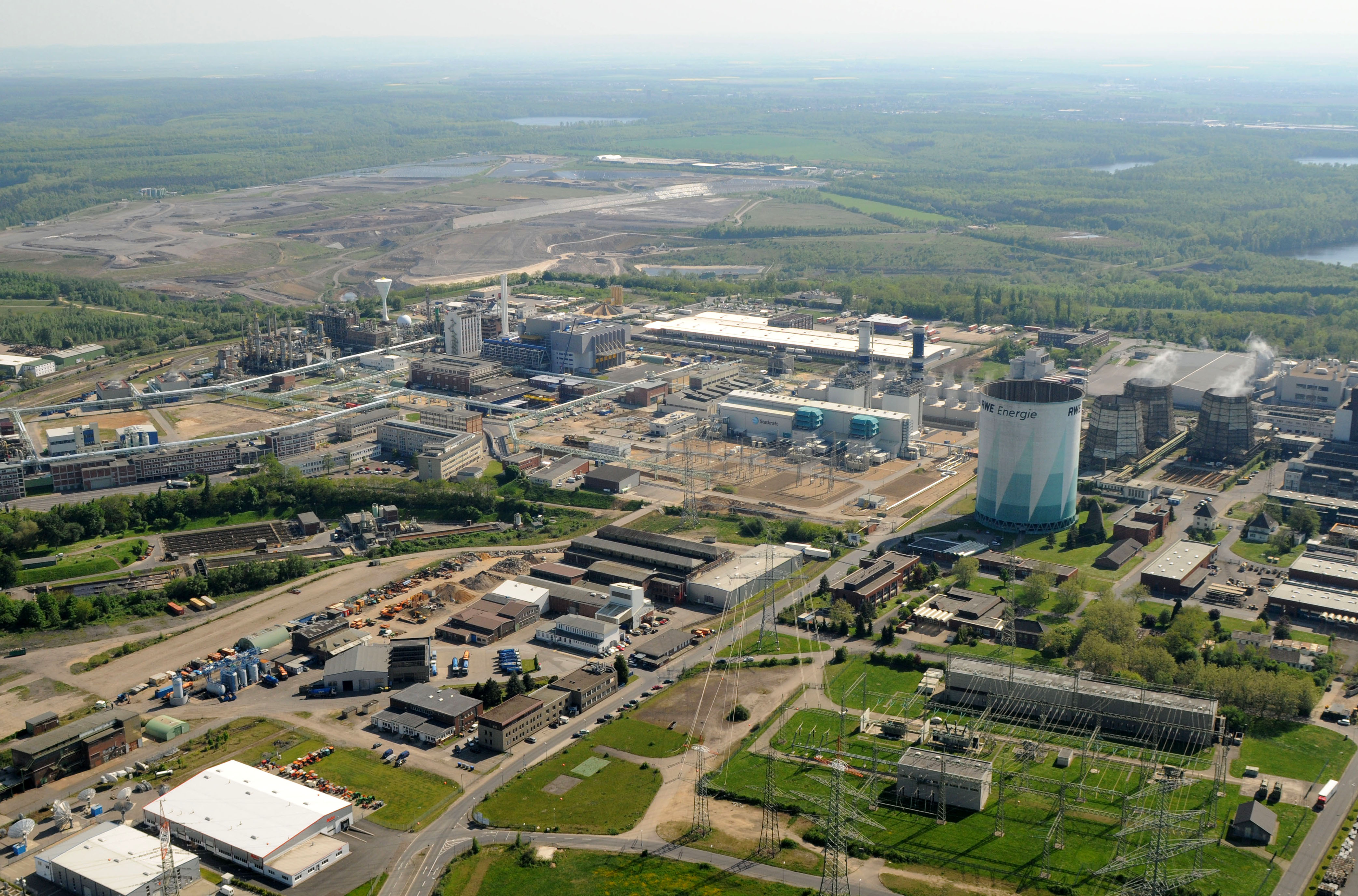
Luftbild der Industrieanlagen Knapsack

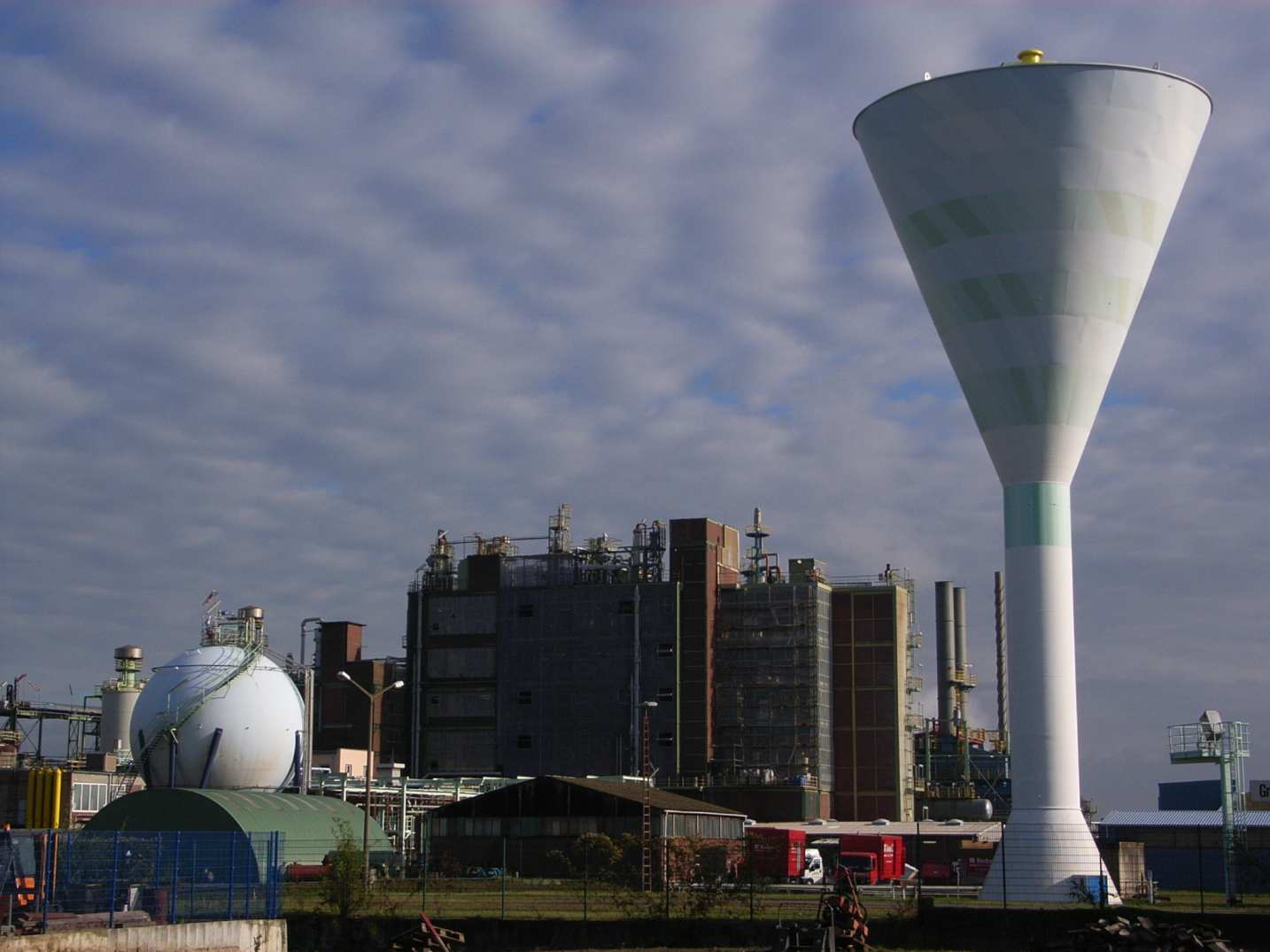
Industrieanlagen mit Wasserturm

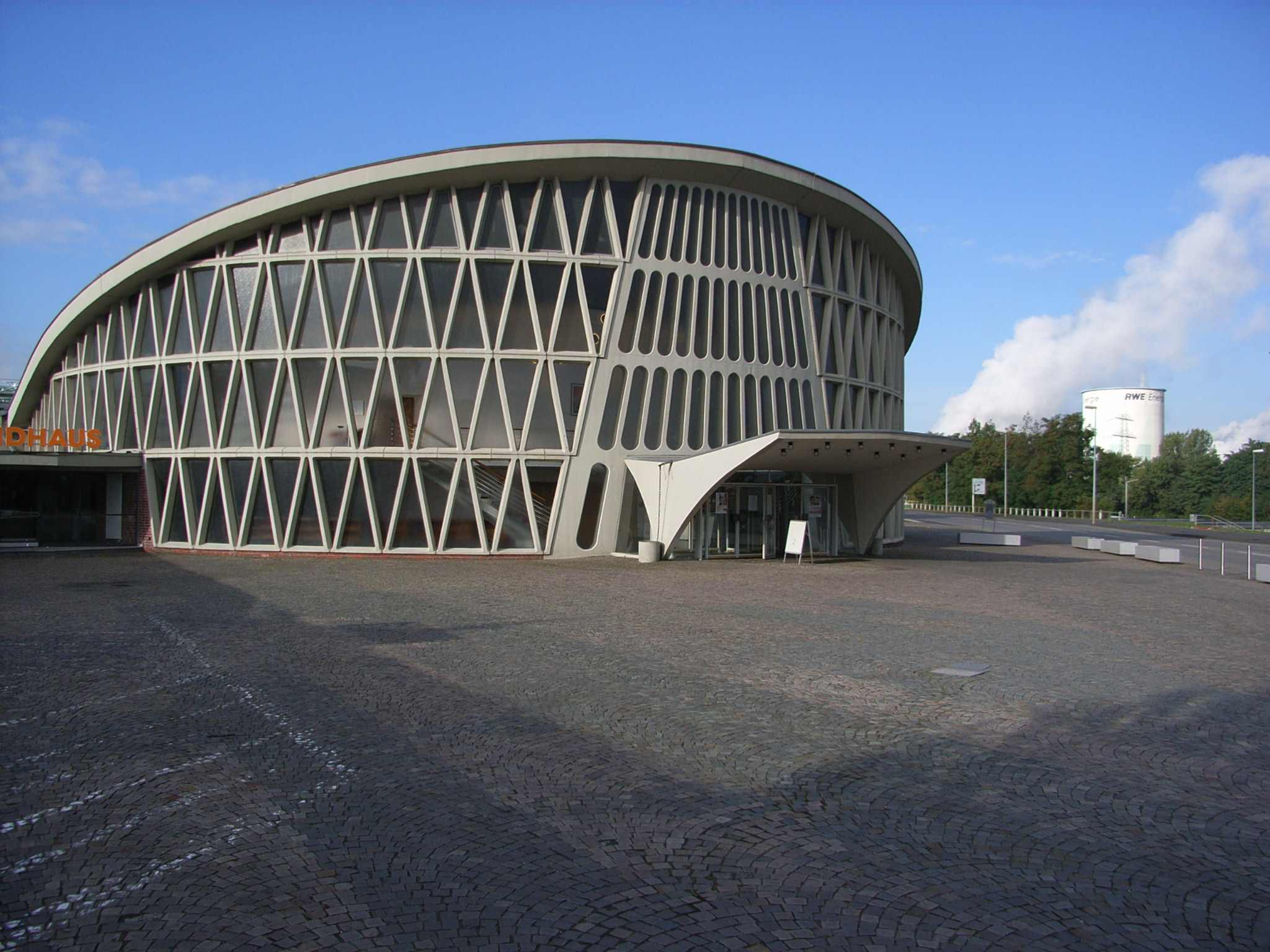
Feierabendhaus des Chemieparks Knapsack

Die größten ansässigen Betriebe sind heute unter anderen die Betreibergesellschaft des Chemieparks, die YNCORIS GmbH & Co. KG (bis 2019 InfraServ GmbH & Co. Knapsack KG), RWE-Power und Rheinpapier. Knapsack ist Sitz der Rhein-Erft Akademie, das ehemalige Aus- und Weiterbildungszentrums der Infraserv Knapsack, das auch von vielen anderen Betrieben der Region und auch der Stadt Hürth genutzt wird. Im Jahr 2009 wurde die Rhein-Erft Akademie GmbH von der Stiftung Bildung und Handwerk aus Paderborn übernommen. Auch St@rt Hürth, ein erfolgreich arbeitendes Existenzgründerzentrum vor allem im Multimediabereich, findet sich dort.
Für den Bau des 400 Millionen € teuren, 800 MW großen Gas- und Dampfkraftwerks des norwegischen Energieunternehmens Statkraft wurde Ende September 2005 der Grundstein gelegt. Bei der Grundsteinlegung dieser Investition für die Zeit nach der Braunkohle war neben dem damaligen Bürgermeister Walther Boecker auch der nordrhein-westfälische Ministerpräsident Jürgen Rüttgers anwesend. Im Oktober 2007 wurde das Kraftwerk Knapsack durch den Norwegischen König Harald V. und wiederum Jürgen Rüttgers feierlich offiziell in Betrieb gesetzt.
Im Juli 2006 wurden Pläne für ein drittes durch die Sotec, eine STEAG-Tochter, zu errichtendes 30 MW Kraftwerk auf dem Chemiehügel bekannt, das durch Mechanisch-biologische Abfallbehandlungsanlagen aufbereitete Ersatzbrennstoffe, wie Holz und andere Abfälle verfeuert, um Strom und Prozessdampf zu erzeugen. Das Kraftwerk ging Ende 2008 in den Probebetrieb. Am 25. März 2009 ging es offiziell in Betrieb wieder im Beisein von Ministerpräsident Rüttgers. Die EBS-Kraftwerk GmbH wird von der E.ON-Tochter Energy from Waste gemeinsam mit der YNCORIS betrieben und soll ein Viertel des Strombedarfs des Chemieparks von jährlich 1,2 Milliarden kWh und den notwendigen Prozessdampf (jährlich 1,2 Millionen t) für die Chemie-Firmen erzeugen. Es ist damit das zurzeit größte Ersatzbrennstoff-Kraftwerk Deutschlands. Die Baukosten beliefen sich auf 105 Millionen €. Die beiden Verbrennungskessel können pro Stunde 15,5 t Müll verbrennen und erreichen eine Leistung von 33 Megawatt mit einem Wirkungsgrad von 67 %. Der Müll (pro Jahr 280.000 t) wird in täglich etwa 80 Lastwagenladungen herangefahren.
Wahrzeichen von Knapsack und der ganzen Gemeinde Hürth waren viele Jahre lang die 127 Meter hohen Schornsteine des Braunkohle-Kraftwerks, die 12 Apostel. Bis zum Zweiten Weltkrieg trugen vier ein Gerüst mit dem Schriftzug RWE, das nachts durch Hunderte Glühlampen erstrahlte. Inzwischen sind sie abgetragen, die letzten vier zwischen November 2003 und April 2004, eine Sprengung war nicht möglich. Nur ein Stumpf wird noch für einen Wasserturm genutzt. Das 1914 in Betrieb genommene Kraftwerk Goldenberg (ursprünglich „Vorgebirgszentrale“ genannt, seit 1917 „Goldenberg-Werk“) war lange Zeit das größte Kohlekraftwerk Deutschlands. Das derzeitige Kraftwerk Goldenberg in der dritten Generation mit Prozesswärmeauskopplung für die benachbarte Industrie und zur Fernwärmeversorgung großer Neubaugebiete und öffentlicher Einrichtungen in Hürth nutzt einen großen Doppelschornstein.
Ein alter Kühlturm wurde als Parkhaus umgebaut. Hier finden regelmäßig gut besuchte Flohmärkte statt. Direkt daneben findet sich ein denkmalgeschützter Hochbunker aus dem Zweiten Weltkrieg, ein sogenannter Winkelturm des Architekten Leo Winkel, aus dem das Kraftwerk bei Fliegeralarm gesteuert wurde.
Mit dem zurzeit ältesten Kraftwerk, dem Grubenkraftwerk der Brikettfabrik Ville/Berrenrath, stehen in Knapsack vier Kraftwerke unterschiedlichster Konstruktion. 
Das Kraftwerk Knapsack wurde ab 2011 um einen weiteren Kraftwerksblock mit 430 Megawatt Leistung und einem Wirkungsgrad von 60 % erweitert, (Baukosten 350 Millionen €) und am 13. Juni 2013 eröffnet. Beide Blöcke des Gaskraftwerks standen in den vergangenen Jahren wiederholt still, da durch die gestiegenen Gaspreise der Strom zu teuer produziert wird und durch Photovoltaik genügend Strom zur Verfügung steht.
Die vierte Generation Goldenberg-Werk mit 450 MW wurde Ende August 2008 für das Jahr 2014 (vorgesehene Bauzeit: 2010–2014) vom RWE angekündigt. Die Pläne liegen zurzeit auf Eis.

## Wohnplatz
Knapsack hatte 1922 (Beginn der separaten Zählungen für Knapsack) 4129 und 1961 (Volkszählung) noch 3196 Einwohner.  Wegen der hohen Luftverschmutzung wurde es fast vollständig ab 1970 umgesiedelt. 1969 hatten sich fast 90 % der 187 privaten Hauseigentümer für eine Umsiedlung des Ortes und von diesen wiederum 90 % für eine geschlossene Umsiedlung zu den an die neue Stadtmitte angrenzenden Pescher Höfen ausgesprochen. Dazu kam es aber nicht. Nur 20 % siedelten ins Wohngebiet Pescher Höfe, 30 % in andere Hürther Ortsteile und 50 % verließen Hürth sogar. Die Mieter unter den Knapsacker Einwohnern zerstreuten sich ohnehin in alle Winde. Die Kirchen wurden 1976 (Dankeskirche) und 1980 (St. Josef) abgerissen, die Schule 1979. Auch von den Werkswohnungen wurden 444 abgerissen. Vom alten Ort sind außer dem Straßensystem nur noch ein kleiner ehemaliger Werk-Siedlungsbereich zwischen Alleestraße und Industriestraße/Grüner Weg, vor allem die seit 2005 unter Denkmalschutz stehende sogenannte „Oberbeamtenkolonie“ aus den 1920er Jahren für die leitenden Chemiker und Ingenieure in der Garten- und der Dr.-Krauß-Straße, die wegen der damals notwendigen Bereitschafts- und Notfall-Dienste in Fabriknähe wohnen mussten, und der denkmalgeschützte ehemalige Friedhof mit Kriegerdenkmal und russischem Mahnmal auf dem Massengrab umgekommener und umgebrachter russischer Kriegsgefangener und Zwangsarbeiter erhalten. Ebenfalls denkmalgeschützt ist das Feierabendhaus der damaligen Knapsack-Griesheim AG, jetzt YNCORIS, von 1956 (Architekt Karl Hell, Köln), 2004 umfassend renoviert. Hier werden außer Theateraufführungen, Kongressen und Messen auch größere kulturelle Ereignisse der Hürther Vereine veranstaltet.
Der übrige Ortsteil wird jetzt als Gewerbegebiet genutzt. Die alten Ortsstraßen behielten ihren Namen, der an die alte Nutzung erinnert. Knapsack hat somit als einziger Ortsteil eine Kirch-, eine Friedhofs- und eine Schulstraße aber keine Kirche, keinen Friedhof und keine Schule mehr. Auch die Wasserturmstraße führt zu keinem Wasserturm. Die Alleestraße (auch die frühere Hauptstraße, die man dem verkleinerten Ort nicht lassen wollte, erhielt diesen Namen) ist auch keine Allee. Die ehemaligen Alleebäume an der Straße zur Ville hin wurden mit der Straße abgebaggert. Sie führt jetzt im östlichen Teil durch Sekundärwald auf den aufgelassenen Baugrundstücken. Da die Umweltbelastung durch den Strukturwandel der Industrie wesentlich geringer geworden ist, werden die verbliebenen Wohngebiete jetzt wieder ausgebaut. Die einzig verbliebenen ehemaligen Werkswohnungen werden restauriert und wurden privatisiert. Außer für die denkmalgeschützten Häuser in der Dr. Krauß - und der Gartenstraße gilt dies auch für die neueren wesentlich kleineren 14 Reihenhäuser-Werkswohnungen am Grünen Weg und die Sieben Zwerge-Häuser an der nachmaligen Alleestraße, die aus den Jahren 1953 bis 57 beziehungsweise bis 61 (Grüner Weg) stammen. Einige wenige Wohnhäuser stehen noch im Bereich Industriestraße/Nachtigallenhof.

## Vereinsleben und kirchliche Zugehörigkeit

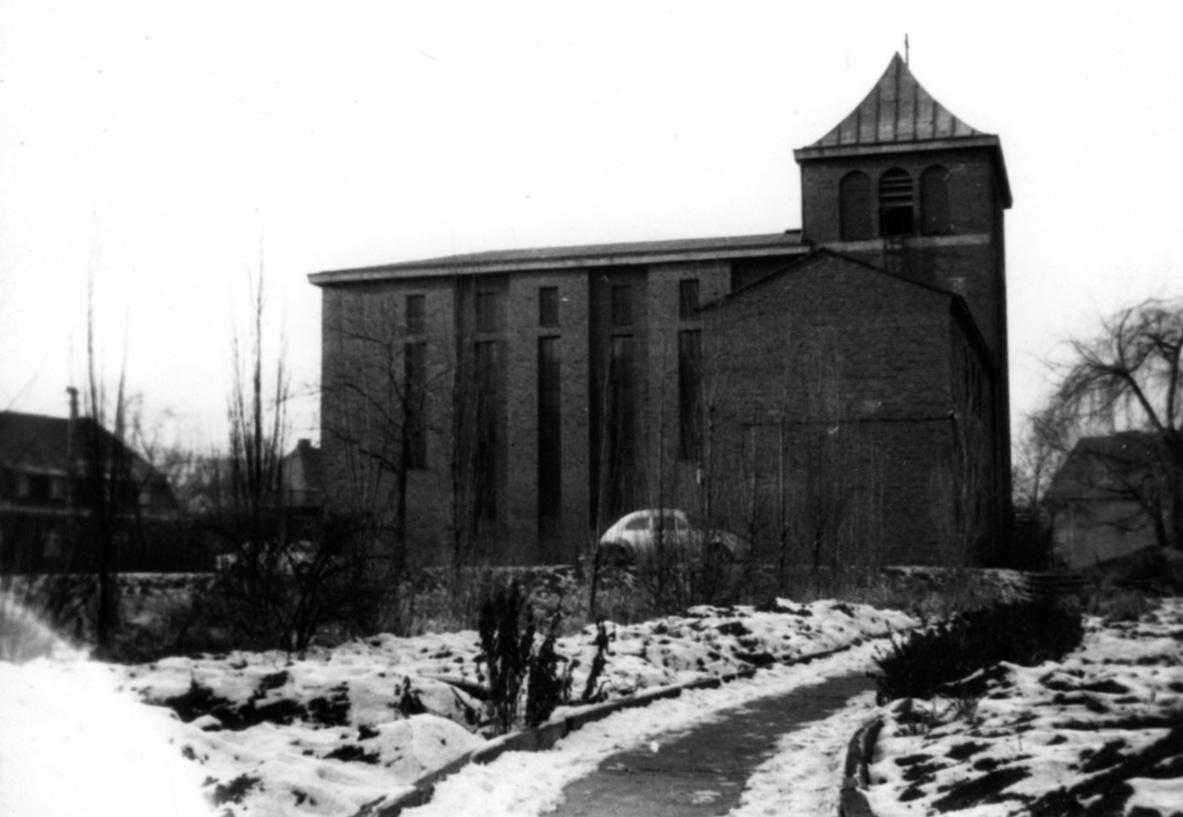
Ehemalige evangelische Dankeskirche Knapsack

Die Knapsacker Ortsgemeinschaft ist in der von Alt-Hürth aufgegangen genau so wie der Fußballclub im GKSC Hürth, aber die Große Karnevalsgesellschaft von 1935 existiert nach wie vor. Die Verbundenheit der Knapsacker mit ihrem alten Ort zeigte sich auch 2007 im Karnevalsmotto und dem entsprechenden Karnevalsorden der Großen Knapsacker: Fastelovend fiere kammer jot! in Knapsack un am Zuckerhoot Auf dem Orden ist der Winkelturm am Goldenbergwerk vor der Industriekulisse dargestellt.
Als Ersatz für die katholische Kirche St. Josef an der jetzt noch so genannten Kirchstraße in Knapsack wurde St. Joseph in Hermülheim im neuen Stadtzentrum Hürth-Mitte gebaut. Auch die an die Pescher Höfe umgesiedelten Knapsacker gehören wieder zu St. Joseph.
Die evangelische Gemeinde hat als Ersatz für die abgerissene, seinerzeit 1950/1951 mit Hilfe der Industrie gegenüber den Werksvillen an der Dr.-Kraus-Straße errichtete Knapsacker Dankeskirche in Kendenich mit der Nathan-Söderblom-Kirche ihr Gotteshaus für den Bezirk Alt-Hürth/Knapsack/Kendenich bezogen. Die Knapsacker Glocke tat dort lange noch ihren Dienst. Da diese Kirche aber Mitte 2008 entweiht wurde, müssen die evangelischen Christen nun zur Martin-Luther-King-Kirche im neuen Zentrum Hürths gehen.

## Politik
Der Ort ist Teil des Stadtbezirks Alt-Hürth/Knapsack. Ortsvorsteher ist Thomas Fund (CDU, aus Alt-Hürth). Im Stadtrat wird der Bezirk durch Gudrun Baer, Bjørn Burzinski und Peter Zylajew (CDU alle direkt gewählt) und Katja Niewiesch (SPD), alle aus Alt-Hürth vertreten. Alt-Hürth gehört zum Kreistagswahlkreis Alt-Hürth/Knapsack/Kendenich/Fischenich, der von Willi Zylajew (CDU, direkt gewählt) und Friederike Seydel (Grüne) und Martina Thomas (Die Linke) (beide über die Reserveliste) vertreten wird.

## Sehenswürdigkeiten und Kultur
- Feierabendhaus; Das Veranstaltungs- und Kongresszentrum im Chemiepark Knapsack wurde 1956 von dem Architekten Karl Hell entworfen und gebaut. Es hat überörtliche Bedeutung.

## Sport
Der ehemalige Werkstennisverein Tennis-Club Knapsack (TCK) mit seinem Tenniszentrum Hürth-Knapsack (THK) auf dem Gelände der ehemaligen Brauerei Firmenich an der Industriestraße ist heute ein normaler Tennisclub, der aber von der örtlichen Industrie unterstützt wird. Noch heute existiert der Turnverein Eiche Hürth-Knapsack 1909.

## Natur
Das Restfeld der ehemaligen Grube Vereinigte Ville östlich von Knapsack wird als Naturschutzgebiet sich selbst überlassen. Vom westlichen Ende der Alleestraße kann man einen Weg in die sonst durch ihre steilen Böschungen nicht zugänglichen wiederaufgeforsteten Grubenteile bis zum Bleibtreusee finden. Der ehemalige Knapsacker Friedhof ist jetzt Grünanlage und steht unter Denkmalschutz.

## Trivia
Die Kölsche Krätzchengruppe Eilemann-Trio widmete dem Ort das Lied Knapsack bei Nacht.